# Phyllonorycter turanica
Phyllonorycter turanica là một loài bướm đêm thuộc họ Gracillariidae. Nó được tìm thấy ở Afghanistan, Macedonia, Armenia, Iran, Azerbaijan, Georgia, Kazakhstan, Kyrgyzstan, the Kavkaz, Tajikistan, Turkmenistan và Uzbekistan.
There are up to five generations per year.
Ấu trùng ăn Cerasus, Crataegus laciniata, Cydonia species (bao gồm Cydonia oblonga), Malus species (bao gồm Malus domestica), Prunus dulcis và Pyrus species. Chúng ăn lá nơi chúng làm tổ. They feed mainly on parechymatous tissue below the upper leaf surface, leaving the veins và upper cuticle intact. Full-grown larvae overwinter in fallen leaves.